# Psammocora obtusangula
Psammocora obtusangula là một loài san hô trong họ Siderastreidae. Loài này được Lamarck mô tả khoa học năm 1816.